# Harry Gallatin
Pour les articles homonymes, voir Gallatin.
Harry Junior Gallatin (né le 26 avril 1927 à Roxana, dans l'Illinois, et mort le 7 octobre 2015 à Edwardsville (Illinois)) est un joueur et entraîneur américain de basket-ball.

## Biographie
La carrière de joueur d'Harry Gallatin s'étale de 1948 à 1958, et il fait le lien entre la « vieille époque » et la période moderne du jeu. Il joue ses neuf premières saisons pour les Knicks de New York, avant d'évoluer un an avec les Pistons de Détroit. Sept fois NBA All Star, il a été nommé dans la All-NBA First Team en 1954. Il a joué dans 682 matchs d'affilée, ce qui constituait un record.
Il a commencé sa carrière d'entraîneur en 1962 avec les Hawks de Saint Louis, et remporte le titre d'entraîneur de l'année dès sa première saison. Il entraîne les Knicks de New York en 1965-1966.

## Pour approfondir
- Liste des meilleurs rebondeurs en NBA par saison.